# Tážaly
Tážaly – wieś, część gminy Kožušany-Tážaly, położona w kraju ołomunieckim, w powiecie Ołomuniec, w Czechach.